# Championnat de France de l'omnium
Le Championnat de France de l'omnium est l'une des épreuves au programme des championnats de France de cyclisme sur piste. Il permet de décerner chaque année depuis 2010, le titre de champion de France de l'omnium chez les hommes et les femmes.  Ce championnat a été créé à la suite de l'annonce de l'UCI d'ajouter l'omnium comme discipline olympique en 2012.

## Règlement
Le règlement de cette compétition a changé plusieurs fois depuis sa création. Actuellement, il s'agit quatre épreuves, se déroulant toutes en peloton, sur une seule journée, :
1. Scratch
2. Tempo[3]
3. Course à l'élimination
4. Course aux points[4]

## Palmarès

### Hommes

#### Élites
| Année | Vainqueur          | Deuxième             | Troisième          |
| ----- | ------------------ | -------------------- | ------------------ |
| 2010  | Julien Duval       | Bryan Coquard        | Maxime Daniel      |
| 2012  | Bryan Coquard      | Vivien Brisse        | Fabien Le Coguic   |
| 2013  | Thomas Boudat      | Vivien Brisse        | Julien Duval       |
| 2014  | Thomas Boudat      | Vivien Brisse        | Fabien Le Coguic   |
| 2015  | Julien Morice      | Bryan Coquard        | Florian Maître     |
| 2016  | Benjamin Thomas    | Corentin Ermenault   | Romain Bacon       |
| 2017  | Benjamin Thomas    | Thomas Denis         | Thomas Boudat      |
| 2018  | Thomas Boudat      | Louis Pijourlet      | Corentin Ermenault |
| 2019  | Donavan Grondin    | Louis Pijourlet      | Morgan Kneisky     |
| 2020  | annulé             | annulé               | annulé             |
| 2021  | Louis Pijourlet    | Jean-Louis Le Ny     | Rudy Barbier       |
| 2022  | Louis Pijourlet    | Nicolas Hamon        | Jean-Louis Le Ny   |
| 2023  | Valentin Tabellion | Thomas Boudat        | Donavan Grondin    |
| 2024  | Valentin Tabellion | Oscar Nilsson-Julien | Benjamin Thomas    |
| 2025  | Benjamin Thomas    | Bryan Coquard        | Jean-Louis Le Ny   |

#### Juniors
| Année | Vainqueur               | Deuxième        | Troisième        |
| ----- | ----------------------- | --------------- | ---------------- |
| 2021  | Romain Lapouge Loyzance | Thomas Hinault  | Pierre Gautherat |
| 2022  | Titouan Fontaine        | Nicolas Forbras | Florian Linval   |
| 2023  | Christophe Brioux       | Camille Charret | Alix Brissaire   |
| 2024  | Ellande Larronde        | Camille Charret | Alix Brissaire   |

### Femmes

#### Élites
| Année | Vainqueur       | Deuxième           | Troisième          |
| ----- | --------------- | ------------------ | ------------------ |
| 2010  | Fiona Dutriaux  | Laurie Berthon     | Pascale Jeuland    |
| 2012  | Fiona Dutriaux  | Laurie Berthon     | Élise Delzenne     |
| 2013  | Laurie Berthon  | Eugénie Duval      | Élise Delzenne     |
| 2014  | Laurie Berthon  | Fiona Dutriaux     | Coralie Demay      |
| 2015  | Laurie Berthon  | Soline Lamboley    | Hélène Gérard      |
| 2016  | Pascale Jeuland | Eugénie Duval      | Marie Dufour       |
| 2017  | Coralie Demay   | Marion Borras      | Fiona Dutriaux     |
| 2018  | Coralie Demay   | Laurie Berthon     | Clara Copponi      |
| 2019  | Clara Copponi   | Victoire Berteau   | Valentine Fortin   |
| 2020  | annulé          | annulé             | annulé             |
| 2021  | Jade Labastugue | Laura Da Cruz      | Bénédicte Ollier   |
| 2022  | Jade Labastugue | Constance Marchand | Kristina Nenadovic |
| 2023  | Marion Borras   | Marie Le Net       | Clara Copponi      |
| 2024  | Clara Copponi   | Valentine Fortin   | Victoire Berteau   |
| 2025  | Marie Le Net    | Elina Cabot        | Aurore Pernollet   |

#### Juniors
| Année | Vainqueur     | Deuxième       | Troisième            |
| ----- | ------------- | -------------- | -------------------- |
| 2023  | Elyne Roussel | Marion Cartier | Aurélie de Guerdavid |
| 2024  | Léane Tabu    | Violette Demay | Mélanie Dupin        |